# أحمد السميطي
أحمد جاسم السميطي لاعب كرة قدم قطري، ولد في (11 أبريل 1992).
لعب سابقاً في نادي الوكرة والنادي العربي ونادي مسيمير ونادي الوعب.

## روابط خارجية
- أحمد السميطي على موقع Soccerway.com (الإنجليزية)